# Софі Вілсон
Софі Вілсон (англ. Sophie Wilson; нар. 1957 Лідс, Йоркшир, Велика Британія) — провідний британський вчений у сфері комп'ютерних технологій, визнана однією з 15 найважливіших жінок в історії технологій. Вілсон розробила мікрокомп'ютер Acorn, перший з довгої серії комп'ютерів, що продавались Acorn Computers Ltd, включаючи мову програмування BBC BASIC. Пізніше Вілсон розробила набір інструкцій архітектури ARM, який використовується в більшості смартфонів 21-го століття. Вілсон є директором технологічного конгломерату Broadcom Inc. У 2016 році Вілсон стала почесним членом коледжу Селвін у Кембриджі.

## Дитинство й освіта
Вілсон виросла в Лідсі. Її батьки були вчителями. Батько спеціалізувався на англійській мові, а її мати — на фізиці . Вона вивчала інформатику та математику в Кембриджському університеті . Під час канікул в університеті Вілсон розробила мікрокомп'ютер з мікропроцесором MOS Technology 6502, створений на основі більш раннього MK14, який використовувався для електронного управління кормом для корів.

## Кар'єра
У 1978 році вона приєдналася до Acorn Computers Ltd і розробила пристрій для запобігання появи іскор у слот-машинах . Цей дизайн комп'ютера був використаний Крісом Каррі і Германом Гаузером для створення Acorn Micro-Computer, першого з довгої лінійки комп'ютерів, що продаються компанією.
У липні 1981 року Вілсон розширила діалект мови програмування Бейсік для Acorn Atom у поліпшену версію для Acorn Proton, мікрокомп'ютера, який дозволив Acorn виграти контракт з Бі-бі-сі для їх амбітного проекту в області комп'ютерної освіти. Вілсон і її колезі Стіву Ферберу було сказано, що кожен з них погодився на розробку, і що прототип може бути побудований протягом тижня. Вілсон погодилася на це завдання, в результаті розробивши (за три дні, з понеділка по середу) систему, що включає в себе друковану плату і компоненти, для чого були потрібні швидкі інтегральні мікросхеми DRAM від Hitachi . До вечора четверга був створений прототип, але в програмному забезпеченні були помилки, через які вона не спала всю ніч і займалася налагодженням в п'ятницю. Вілсон згадала, як дивилася весілля принца Чарльза і леді Діани Спенсер по маленькому портативному телевізору, намагаючись налагодити і перепаяти прототип. Разом з Фербер Вілсон була присутня за лаштунками під час першого виходу машини на телебачення, на випадок, якщо знадобляться будь-які програмні виправлення. Пізніше вона описала цю подію як «унікальний момент, коли публіка захотіла дізнатися, як це все працює, і її можна навчити програмуванню» . Proton перейменували BBC Micro, а його BASIC перейменували в BBC BASIC. Вілсон очолювала розвиток мови протягом наступних 15 років. Крім програмування, вона написала керівництва і технічні специфікації, розуміючи, що спілкування є важливою частиною успіху.
У жовтні 1983 року Вілсон почала проектувати набір команд для одного з перших процесорів зі скороченим набором команд (RISC), Acorn RISC Machine (ARM), ARM1 був випущений 26 квітня 1985 року. Цей тип процесора згодом став одним із найуспішніших IP-ядер і до 2012 року використовувався у 95 % смартфонів.
Вілсон розробила Acorn Replay, відеоархітектуру для машин Acorn. Вона включає в себе розширення операційної системи для доступу до відео, а також кодеки, оптимізовані для запуску відео з високою частотою кадрів на процесорах ARM, починаючи з ARM 2 і далі.
Вона була членом ради директорів компанії Eidos Interactive, а також була консультантом ARM Ltd, коли та була відокремлена від Acorn у 1990 році.
Після закриття Acorn Computers Вілсон кілька разів з'являлася на публіці, щоб розповісти про виконану роботу.
Зараз вона є директором IC Design в офісі Broadcom в Кембриджі, Велика Британія . Вона була головним архітектором процесора Firepath від Broadcom . Firepath має свою історію в Acorn Computers, яка після перейменування в Element 14 була куплена Broadcom в 2000 році.
У 2011 році в журналі «Maximum PC» її помістили на 8 позицію у списку «15 найважливіших жінок в історії технологій». Вона була нагороджена премією стипендіатів Музеєм історії комп'ютерів в Каліфорнії в 2012 році «за її роботу зі Стівом Фербером над мікрокомп'ютером BBC і архітектурою процесора ARM» . У 2013 році Софі була стала членом Лондонського королівського товариства . Вона отримала нагороду «Lovie Lifetime Achievement Award 2014» на знак визнання її значного винаходу: процесора ARM.

## Особисте життя
Вілсон — трансгендерна жінка. Вона захоплюється фотографією і бере участь у місцевій театральній групі, де відповідає за костюми і декорації, бере участь у багатьох постановках. Вона також зіграла епізодичну роль господині пабу у телевізійному фільмі BBC "Micro Men", в якій Стівен Батлер (англ.   Stefan Butler) грає Софі Вілсон в дитинстві.